# Енрикільйо
Енрикільйо (ісп. Enriquillo) — безстічне солоне озеро на острові Гаїті, розташоване в західній частині Домініканської республіки. Є одним з небагатьох солоних озер в світі, в яких мешкають крокодили.
Рифтова долина Енрикільйо-Плантейн-Гарден (відома в Гаїті як западина Кюль-де-Сак), в якій розташоване озеро, близько 1 млн років тому була морською протокою завдовжки 127 км, що з'єднувала бухту Порт-о-Пренсе в Гаїті і гавань міста Нейба в Домініканській Республіці. Після зниження рівня води в долині залишилося кілька великих солоних озер, таких як Енрикільйо і Соматр. Деякі частини долини заповнилася наносами річки Яке-дель-Сур.
Озеро лежить на висоті -44 м (нижче рівня моря), і є найнижчою точкою Вест-Індії. Водоймище має розміри 30x12 км і площу 375 км². В озеро впадає 10 невеликих річок, що стікають з гір Нейба і Баоруко. Рівень води в озері змінюється залежно від кількості опадів та інтенсивності випаровування, що також визначає рівень солоності води — концентрація солі становить від 33 до 100 ‰.
На озері розташовані острови Барбаріта, Ісліта і Кабрітос (найбільший, ділить озеро на дві частини). На острові Кабрітос знаходиться національних парк, на території якого мешкають крокодили і червоні фламінго. У посушливі періоди рівень озера знижується і острови з'єднуються піщаною мілиною.
У середньому за рік випадає близько 250 мм опадів, тому в регіоні можна знайти посухостійкі рослини.

## Ресурси Інтернету
- Jaragua-Bahoruco-Enriquillo Reserve